# Port de la Peyre Saint-Martin
Ne doit pas être confondu avec Col de la Pierre Saint-Martin.
Le port de la Peyre Saint-Martin (en espagnol collado de la Piedra San Martín) est un col de montagne pédestre frontalier des Pyrénées à 2 295 ou 2 298 mètres d'altitude entre le département français des Hautes-Pyrénées, en Occitanie, en la province espagnole de Huesca en Aragon.
Il est situé sur la frontière franco-espagnole.

## Toponymie
Le mot port signifie en gascon « porte » ou « col », c'est le pendant de puerto en espagnol.
En occitan, peyre signifie « pierre ».

## Géographie
Le port de la Peyre Saint-Martin marque la limite entre le massif du Balaïtous et celui de Cauterets.
Le port de la Peyre Saint-Martin est encadré par le sommet de Gavizo-Cristail (2 890 m) à l'ouest et le pic de la Peyre (2 791 m) à l'est. Il abrite la croix frontière no 312.
Depuis le port on peut accéder aux lacs de Cambalès et à la vallée du Marcadau par le col de Cambalès (2 708 m).

### Hydrographie
Le col délimite la ligne de partage des eaux entre le bassin de l'Adour, qui se déverse dans l'Atlantique côté nord, et le bassin de l'Èbre, qui coule vers la Méditerranée côté sud.

## Histoire

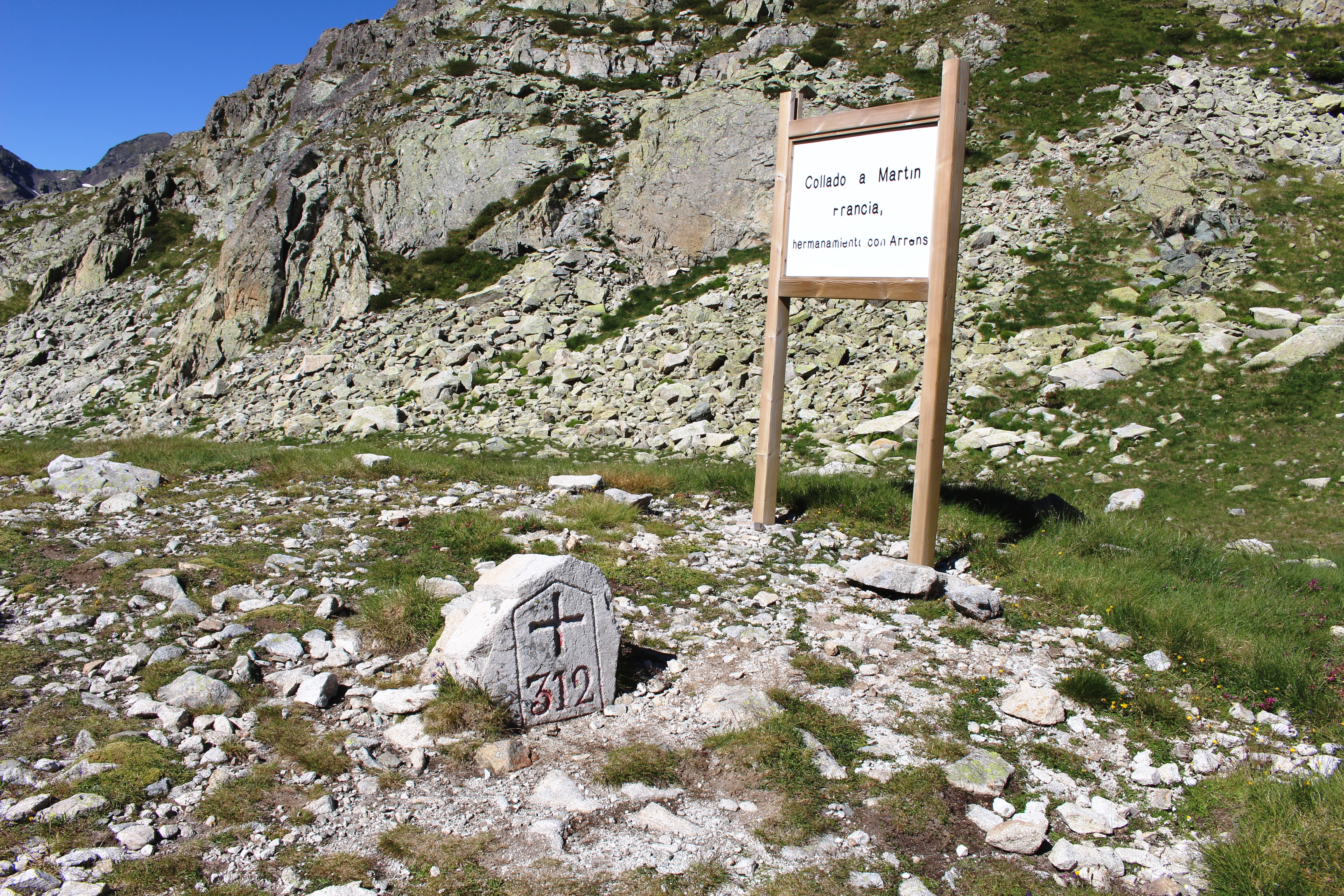
Le port.
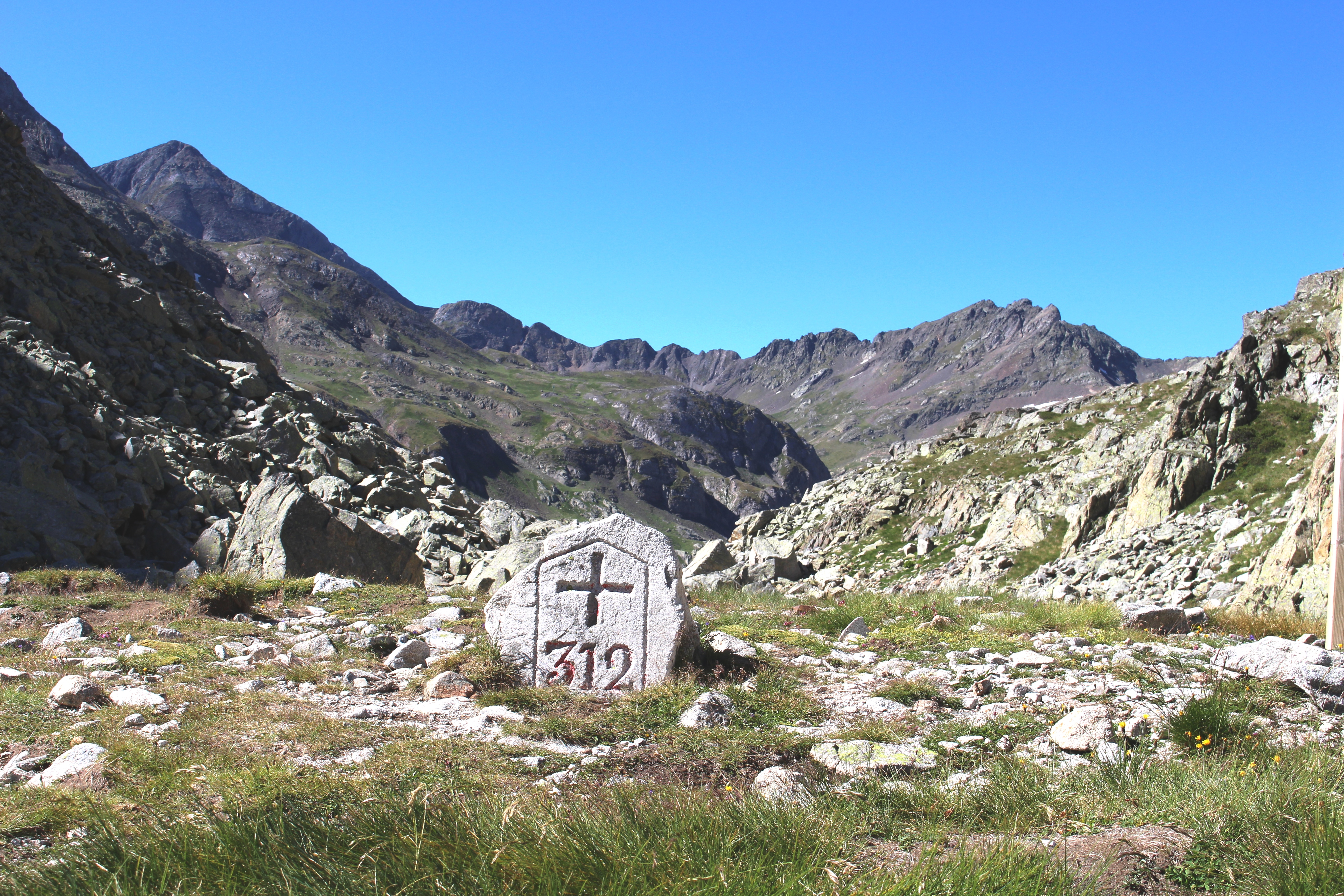
La borne frontière no 312.

## Protection environnementale
Le col est situé dans le parc national des Pyrénées et fait partie d'une zone naturelle protégée, classée ZNIEFF de type 1.

## Voies d'accès
On y arrive côté francais depuis le parking qui jouxte la centrale électrique de Migouélou. De là on remonte le gave d'Arrens  en direction des lacs de Suyen (1 535 m) et de Rémoulis (2 019 m). 
Côté espagnol, le col donne accès à la vallée de Tena et plus précisément aux ibónes de Respomuso et de campo Plano. Le refuge espagnol de Respomuso n'est pas loin.